# Rolf Bergmann (Schriftsteller)
Rolf Bergmann (* 4. September 1942 in Dresden; † 1. Mai 2015 ebenda) war ein deutscher Schriftsteller.

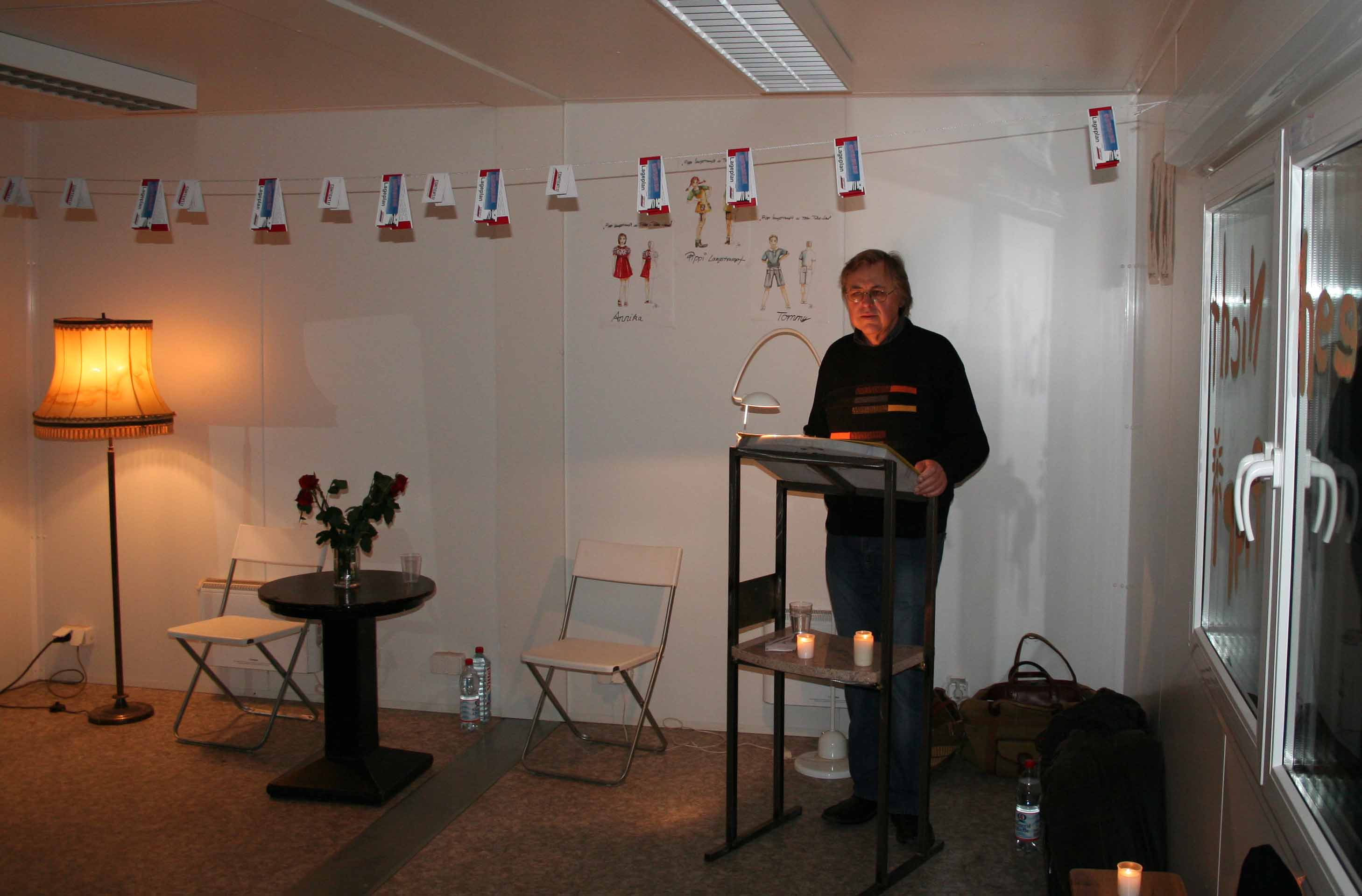
Rolf Bergmann während einer Lesung (2007)

## Leben
Bergmann wuchs in seiner Heimatstadt auf. Nach dem Abitur flüchtete er 1961 aus der DDR über West-Berlin in die Bundesrepublik und begann 1962 an der Universität München ein Germanistikstudium. Im Jahre 1968 schrieb Bergmann seinen ersten Roman Pierrot, der 1970 vom Desch-Verlag abgelehnt wurde. Daraufhin verließ er München und zog nach Frankfurt am Main, wo er als Angestellter in der Touristikbranche arbeitete. 1977 erschien sein Roman Cuba libre in Benidorm, in dem er die Touristikbranche satirisch beleuchtete. Anschließend lebte Bergmann in Heidelberg und in Mannheim und arbeitete für den Werkkreis, den Südfunk sowie den Mannheimer Morgen als Kritiker, Journalist, Autor und Lektor. 1981 heiratete Bergmann; diese Ehe, der ein Sohn entstammt, wurde 1990 geschieden. Nach der Scheidung arbeitete Bergmann von 1990 bis 1997 auch als Taxifahrer in Mannheim. Nach seiner zweiten Heirat zog Bergmann 1997 nach Frankfurt am Main. Zwischen 1988 und 2001 war Bergmann Redakteur des Organ des Landesverbandes der Schriftsteller Baden-Württembergs Feder. Seit 2006 lebte und arbeitete er in Dresden.

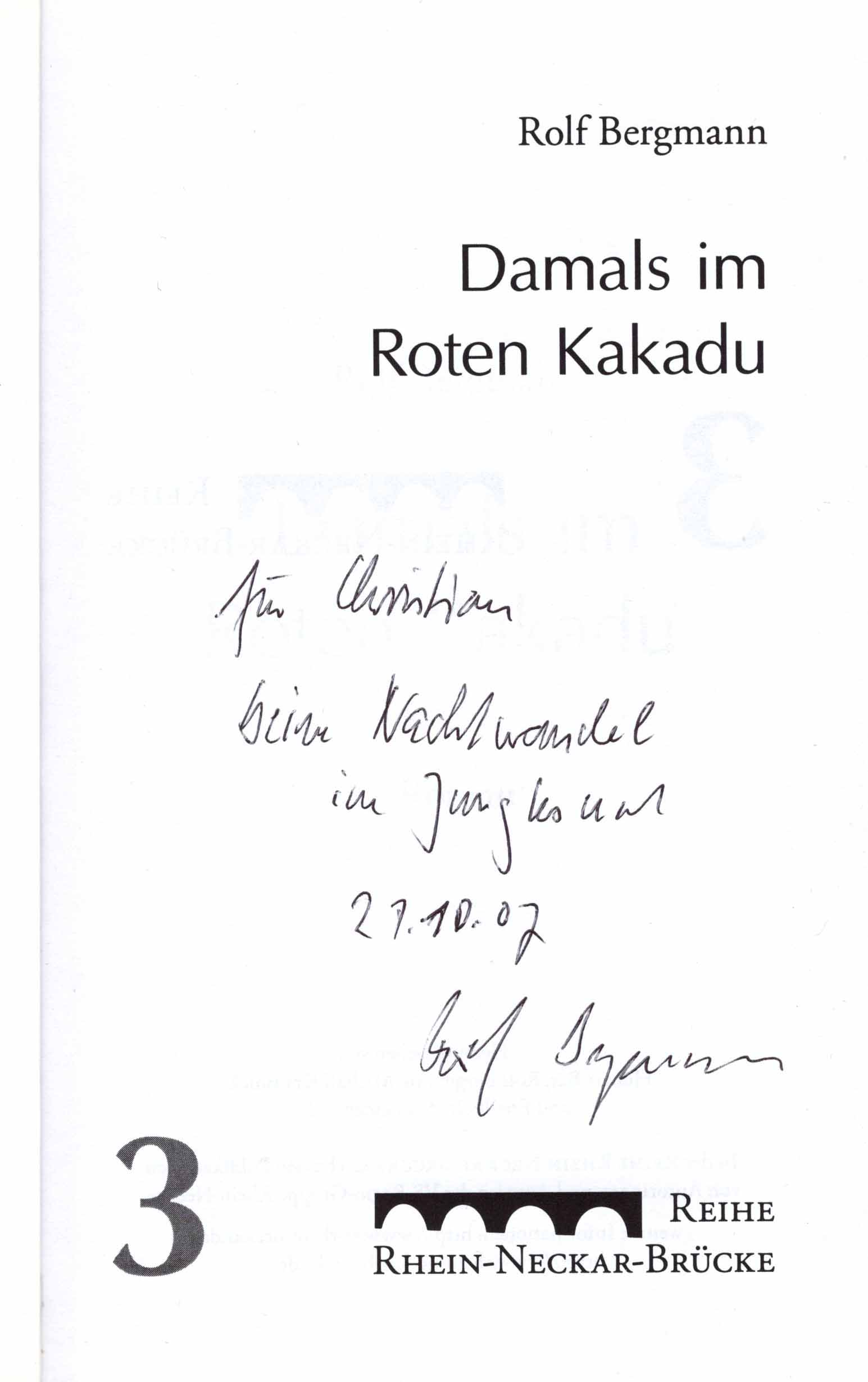
Von Rolf Bergmann signierte Seite in seinem Roman Damals im Roten Kakadu (2007)

In seinem autobiographischen Roman Damals im Roten Kakadu verarbeitete Bergmann seine Jugendzeit auf dem Weißen Hirsch in Dresden; eine Fortsetzung dieses Romans blieb unvollendet. Weitere Kurzgeschichten und Erzählungen erschienen in den Anthologien Drei Worte und Alles findet sich.
1984 veröffentlichte Bergmann die Kurzgeschichte Der Mann mit der Plastiktasche über das Mannheimer Original Ernst Kolb, im Jahre 2013 folgte die Biographie Ernst Kolb – Bäcker Bürger Künstler.
Bergmann war Mitglied im Verband deutscher Schriftsteller, außerdem war er Vorstandsmitglied der Literaturgesellschaft Hessen und bei den Dresdner Literaturnern.

## Auszeichnungen
- Mannheimer Kurzgeschichtenpreis (2. Preis 1984)
- Reisestipendium des Auswärtigen Amtes nach Ostafrika (2006)

## Publikationen (Auswahl)
- Cuba libre in Benidorm. Roman, Fischer-Taschenbuch-Verlag, Frankfurt am Main 1977.
- Der Faule Pelz – Geschichten einer Nacht. Heidelberg-Erzählungen, Verlag Pfälzische Post, Neustadt an der Weinstraße 1989.
- Der Mann mit der Plastiktasche – Erinnerungen an den Bürger Kolb. Marsilius-Verlag, Speyer 2000,
- 422 – Vier-Zwo-Zwo – Ein Taxi-Roman. Marsilius-Verlag, Speyer 2003, ISBN 3-929242-32-X.
- Damals im Roten Kakadu. Roman, Verlag der Villa Fledermaus, Saarbrücken 2005.
- Der Mann, der aus den Quadraten fiel. Roman, Villa Fledermaus, Hemsbach 2009.
- Ernst Kolb – Bäcker Bürger Künstler. Biographie, Wellhöfer, Mannheim 2013.
- Das mallorquinische Wagenrad. Kriminalroman, Editia, Dresden 2014.

### Sonstiges
Sein Nachlass befindet sich im Fritz-Hüser-Institut für Literatur und Kultur der Arbeitswelt in Dortmund.